# Primera División de Chile 1973
Primera División de Chile 1973 var den chilenska högstaligan i fotboll för herrar för säsongen 1973, som slutade med att Unión Española vann för tredje gången. 

## Kvalificering för internationella turneringar
- Copa Libertadores 1974
  - Vinnaren av Primera División: Unión Española
  - Tvåan i Primera División: Colo-Colo

## Sluttabell
| Plac. | Lag                  | S  | V  | O  | F  | GM | IM | MSK | Poäng |
| ----- | -------------------- | -- | -- | -- | -- | -- | -- | --- | ----- |
| 1     | Unión Española       | 34 | 22 | 11 | 1  | 72 | 35 | 37  | 55    |
| 2     | Colo-Colo            | 34 | 18 | 11 | 5  | 63 | 44 | 19  | 47    |
| 3     | Huachipato           | 34 | 17 | 9  | 8  | 52 | 28 | 24  | 43    |
| 4     | O'Higgins            | 34 | 14 | 15 | 5  | 50 | 33 | 17  | 43    |
| 5     | Deportes Concepción  | 34 | 14 | 9  | 11 | 49 | 35 | 14  | 37    |
| 6     | Magallanes           | 34 | 12 | 13 | 9  | 51 | 44 | 7   | 37    |
| 7     | Green Cross-Temuco   | 34 | 15 | 7  | 12 | 47 | 45 | 2   | 37    |
| 8     | Deportes La Serena   | 34 | 13 | 10 | 11 | 43 | 33 | 10  | 36    |
| 9     | Deportes Antofagasta | 34 | 12 | 10 | 12 | 47 | 36 | 1   | 34    |
| 10    | Unión La Calera      | 34 | 14 | 6  | 14 | 38 | 46 | -8  | 34    |
| 11    | Rangers              | 34 | 11 | 7  | 16 | 51 | 57 | -5  | 29    |
| 12    | Santiago Wanderers   | 34 | 10 | 9  | 15 | 50 | 61 | -11 | 29    |
| 13    | Universidad de Chile | 34 | 10 | 8  | 16 | 54 | 64 | -10 | 28    |
| 14    | Lota Schwager        | 34 | 8  | 11 | 15 | 34 | 41 | -7  | 27    |
| 15    | Palestino            | 34 | 8  | 10 | 16 | 37 | 58 | -21 | 26    |
| 16    | Naval                | 34 | 7  | 11 | 16 | 30 | 53 | -23 | 25    |
| 17    | Unión San Felipe     | 34 | 10 | 4  | 20 | 45 | 72 | -27 | 24    |
| 18    | Universidad Católica | 34 | 5  | 11 | 18 | 43 | 62 | -19 | 21    |

| Primera División Vinnare av Primera División 1973 |
| ------------------------------------------------- |
| Chile                                             |
| Unión Española 3:e titeln                         |